# بني زكون (أسجن)
بني زكون هي إحدى مشيخات المملكة المغربية، تتبع جغرافيا لإقليم وزان وإداريًا لأسجن. يقدر عدد سكانها بـ 7183 نسمة حسب الإحصاء الرسمي للسكان والسكنى لسنة 2004.